# Agafton, Botoșani
Agafton este un sat în comuna Curtești din județul Botoșani, Moldova, România.

## Obiective turistice
- Mănăstirea Agafton - mănăstire de maici, cu mai multe obiective monumente istorice, ce datează din secolele XVIII-XIX
- Hanul Agafton - pensiune și cabana
- Tabara “Codrii de aramă”